# Лісовий Анатолій Семенович
Анатолій Семенович Лісовий (12 вересня 1939) — український науковець. Лікар, судмедексперт. Академік УАН (1998), відділення медико-біологічних та хімічних наук. Доцент (1992). Член Президії Українського наукового товариства судово-медичної та кримінальної експертизи. Член редколегії «Українського судово-медичного вісника».

## Біографія
Народився 12 вересня 1939 року в селі Мирівка, Кагарлицького району, Київської області. У 1962 році закінчив Київський медичний інститут ім. О. О. Богомольця, лікар.
У 1962–1966 — завідувач Кагарлицьким міжрайонним відділом Київського обласного бюро судово-медичної експертизи.
У 1966–2005 — завідувач кафедри судово-медичної експертизи Київського медичного інституту.
У 1994–2005 — організував і очолив кафедру судової медицини та основ права Київського медичного інституту УАНМ.
У 1971–2005 — Судмедексперт Інститут нейрохірургії ім. А.П. Ромоданова АМН України. Заступник академіка-секретаря АН ВШ України.

## Наукова діяльність
Головна сфера наукової діяльності — судово-медична експертиза. Нейротравма та особливості вогнепальних ушкоджень, в тому числі, сучасними видами зброї. Вперше обґрунтував морфологічні показники вторинних крововиливів у стовбур мозку при ЧМТ та дослідив особливості вогнепальних пошкоджень одягу з синтетичних матеріалів. Запропонував нові реактиви для виявлення металів на об'єктах досліджень. Автор винаходу, понад 20 рацпропозицій, методичних та інформаційних листів МОЗ України.

## Наукові праці
Автор та співавтор понад 290 наукових праць в тому числі: 
- 4 підручники: «Судова медицина» (1999, 2003, 2006), «Дитяча травматологія» (2006); 5 посібників; 10 монографій; 2 словників (зокрема, «Російсько-український тлумачний словник судово-медичних термінів», 1994). Науковий редактор першого україномовного підручника «Судова медицина» професора Ю. С. Сапожникова (1970).
- Хай торжествує істина / А. С. Лісовий. — К. : Знання, 1990. — 48 с. — (Громадянин і закон ; № 11). — ISBN 5-7770-0211-0[1]
- Судова медицина: Підручник /Ред. Лісовий Анатолій Семенович: . −2-е вид., доп. і перероб..-К. Атіка, 2003.-512c.-ISSN −966-8074-81-5[2]
- Ваш почерк розповідає про Вас... /А.С. Лісовий, К.С. Лісовий. - К. : Знання України, 1993. - 45 с.
- Союз медицини та мистецтва - запорука діагностування і лікування/ А.С. Лісовий, К.А. Лісовий // Україна на порозі третього тисячоліття: духовність і художньо-естетична культура. Аналітичні розробки, пропозиції наукових та практичних працівників. Т.14 / Наук.-дослід. ін-т "Проблеми людини". - К., 1999. - С. 415-420 . - ISBN 966-7176-07-X

## Нагороди та відзнаки
- Орден преподобного Нестора Літописця (2004);
- Знак «За відмінні успіхи в роботі» МОН СРСР;
- Диплом лауреата премії УАН;
- Медаль Платона (2003);
- Почесні грамоти МОН та МОЗ України.